# Luj, grof Vermandoisa
Luj (fra. Louis; Château de Saint-Germain-en-Laye, Francuska, 2. listopada 1667. — Flandrija, 18. studenog 1683.) bio je grof Vermandoisa te sin kralja Luja XIV. Francuskog i njegove ljubavnice Louise de La Vallière, koja je kasnije postala časna sestra. Godine 1669., Luj je proglašen „zakonitim djetetom” te grofom, a njegova je majka 1674. ušla u samostan i postala redovnica Louise de la Miséricorde. 
Nakon što mu je majka otišla u samostan, Luj je počeo živjeti sa svojim stricem, Filipom I. od Orléansa, koji je bio poznat po svojoj biseksualnosti. Mladi se Luj upustio u seksualnu vezu s nekoliko muškaraca, od kojih je jedan bio Filipov najpoznatiji ljubavnik te je postao dio tajne skupine zvane La Sainte Congregation des Glorieux Pédérastes. Ipak, Lujev otac kralj doznao je za postojanje te skupine te je prognao sina. Luj je umro u dobi od 16 godina, 18. studenog 1683, u Flandriji. To je duboko pogodilo njegovu majku, kao i njegovu sestru, koja ga je veoma voljela, ali ne i kralja. Luja su pokopali u katedrali u Arrasu.
|  | Portal Francuske – Pristup člancima s tematikom o Francuskoj. |

| Prethodnik:                     | Grof Vermandoisa | Nasljednik: |
| Grofica Eleonora od Vermandoisa | Grof Vermandoisa | Nitko       |